# NGC 4459
NGC 4459 is een spiraalvormig sterrenstelsel in het sterrenbeeld Hoofdhaar. Het hemelobject ligt 52 miljoen lichtjaar van de Aarde verwijderd en werd op 14 januari 1787 ontdekt door de Duits-Britse astronoom William Herschel.
NGC 4459 vormt samen met NGC 4468 en NGC 4474 een trio van sterrenstelsels dat kan gezien worden als een verlenging van Markarians Ketting, een kleine groep van schijnbaar gealigneerde sterrenstelsels in de Virgocluster. In het centrum van het sterrenstelsel bevindt zich een zwart gat met een geschatte massa van 70 miljoen zonnemassa's.

## Synoniemen
- UGC 7614
- MCG 2-32-83
- ZWG 70.116
- VCC 1154
- IRAS 12264+1415
- PGC 41104